# Lokalizáció (vízvédelem)
A lokalizáció a vízvédelemben a vízkárok mértékét csökkentő eljárás, amelynek során mérnöki műtárgyak, többnyire gátak felépítésével gondoskodnak arról, hogy az árvíz vagy a belvíz csupán egy előre meghatározott területet öntsön el, illetve onnan ne terjedjen tovább. Az elsődleges védvonalakat, az árvízvédelmi töltéseket további földtöltések, ún. lokalizációs gátak vagy lokalizáló gátak övezik, hogy egy esetleges töltésszakadásnál a víz csak az addig terjedő, környező öblözetet öntse el, de ne juthasson el a távolabb fekvő lakott területekig. Az operatív lokalizáció során a kialakult helyzethez alkalmazkodva – különösen a felszínre törő belvíz, de akár töltésszakadás esetén is – ideiglenes jelleggel is készülhetnek a víz továbbterjedését megakadályozó lokalizációs gátak (nyúlgátak, jászolgátak, homokzsákokból rakott torlaszok stb.). A lokalizációt a gátak mellett segíthetik az árteret áthálózó és öblözetekre osztó terepvonulatok, közúti és vasúti töltések, körgátak.
Magyarországon minden árvíz- és belvízvédelmi beruházáshoz készül lokalizációs terv, amely az esetleges vízkár megelőzésére, késleltetésére, feltartóztatására, terelésére vonatkozó munkálatokat összegzi.

## Külső hivatkozások
- Lokalizáció a Körös-zugi ártéri öblözetben[halott link]